# Alitalia
Alitalia er Italiens største flyselskab. Det var tidligere statsejet, men er i dag en delvis privatiseret virksomhed. 
Alitalia blev grundlagt i 1946 som Aerolinee Italiane Internazionali som et joint venture mellem den italienske regering (60%) og British European Airways (BEA) (40%). Selskabet fløj under mærket Alitalia, der er en sammentrækning af de italienske ord "ali" (vinge) og Italia (Italien). Den første flyvning fandt sted den 5. maj 1947. I 2018 havde de 12,013 medarbejdere.
Det oprindelige Alitalia kæmpede i 1990'erne og senere med dårlig økonomi. Selskabet gik konkurs i 2008, men et nyt selskab med bl.a. Air France-KLM som hovedaktionær overtog luftfartsselskabet, der herefter blev drevet videre under navnet Alitalia. I 2014 var virksomheden atter tæt på konkurs, men blev reddet, da Etihad købte 49% af aktierne i selskabet. Den 2. maj 2017 gik Alitalia atter konkurs, og virksomheden er pt. (oktober 2017) under rekonstruktion. Pr. 15. oktober 2021 indstiller Alitalia driften og går i likvidation. 
Alitalia benytter følgende flytyper i deres operationer 777-200, McDonnell Douglas MD-11 Cargo, Boeing 767-300ER, MD-80, Airbus A319/320/321, Embraer 170, Embraer 145LR samt ATR 72.